# 南斯拉夫社会主义联邦共和国议会
南斯拉夫社会主义联邦共和国议会，简称联邦议会（Skupština SFRJ），是南斯拉夫社会主义联邦共和国名义上的最高权力机构和社会自治机关。

## 历史
前身是二战中的南斯拉夫反法西斯人民解放委员会。1945年11月选举诞生制宪议会。1946年，南斯拉夫第一部宪法通过后，制宪议会改组为联邦议会。

## 组成人员
- 主席
- 副主席
- 两院主席
- 两院议员

## 组成机构变迁
1946年宪法
- 联邦院（上议院）
- 民族院（下议院）

1953年宪法
- 联邦院（民族院并入其中）
- 生产者院（新设立）

1963年宪法
- 联邦院
- 经济院（新设立）
- 教育文化院（新设立）
- 社会卫生院（新设立）
- 组织政治院（新设立）

1967年宪法
- 联邦院
- 民族院（被恢复）

1968年宪法
- 联邦院（被撤销）
- 民族院

1974年宪法
- 联邦院（上议院）
- 共和国和自治省院（下议院）

## 职责
- 决定联邦宪法的修改；
- 讨论和确定国内政策和对外政策；
- 审议联邦法律、条例和一般文件；
- 审议南斯拉夫社会计划和联邦预算决定；
- 决定国家边界的变更；
- 决定战争和平问题；
- 批准国际条约；
- 宣布联邦主席团的选举；
- 选举和罢免联邦执行委员会主席和委员；
- 选举和罢免宪法法院和联邦法院的院长和法官；
- 任免联邦社会自治辩护师；
- 任免联邦部长、联邦检察长等重要官员；
- 监督联邦执行委员会的工作；
- 处理宪法规定的其它事务。

## 历任议会主席
- 弗拉迪米尔·西米奇 1945.11.29-1953.12.25
- 米洛万·吉拉斯 1953.12.25-1954.1.7
- 莫萨·皮雅杰 1954.1.7-1957.3.15
- 佩塔尔·斯坦鲍利奇 1957.3.15-1963.1.29
- 爱德华·卡德尔 1963.1.29-1967.5.16
- 米伦蒂耶·波波维奇 1967.5.16-1971.5.8
- 米亚尔科·普拉维·托多罗维奇 1971.5.8-1974.5.15
- 基罗·格利戈罗夫 1974.5.15-1978.5.15
- 德拉戈斯拉夫·马尔科维奇 1978.5.15-1982.5.15
- 拉伊夫·迪兹达雷维奇 1982.5.15-1984.5.15
- 杜尚·阿利姆皮奇 1984.5.15-1986.5.15
- 马里安·罗兹 1986.5.15-1988.5.15
- 斯洛博丹·格利戈罗耶维奇 1988.5.15-1992.4.27